# Poienile, Prahova
Poienile (în trecut, Opăriți, Poiana Copacului) este un sat în comuna Predeal-Sărari din județul Prahova, Muntenia, România.
Așezarea este atestată documentar din 1580.
Conform legendei, satul datează de pe la 1623, când s-au stabilit aici imigranți din Transilvania și au început să ocupe cu viticultura. La sfârșitul secolului al XIX-lea, satul Opăriți era reședința comunei cu același nume din plaiul Teleajen al județului Prahova, comună formată din satele Opăriți, Poiana Copăceni și Vitioara, având în total 1340 de locuitori. În comuna Opăriți funcționau două biserici (una la Opăriți, construită în 1852 de polcovnicul Moise Mârzescu și una la Vitioara, datând din 1841), precum și o școală cu 54 de elevi. În 1925, comuna avea aceleași sate în compunere și o populație de 2315 locuitori. Înainte de 1964, comuna Opăriți a fost desființată și inclusă în comuna Predeal-Sărari, după cum arată decretul din 1964, prin care satul Opăriți a fost redenumit Poienile.